# Valentin Tanner
Valentin Tanner (* 2. Oktober 1992 in Genf) ist ein Schweizer Curler. Er spielt als Lead im Team von Peter de Cruz.

## Karriere
Valentin Tanner begann seine internationale Karriere bei der Juniorenweltmeisterschaft 2010, bei der er bereits als Lead für Peter de Cruz spielte. Die Schweizer gewannen nach einem Finalsieg gegen das schottische Team um Ally Fraser die Goldmedaille. Im darauffolgenden Jahr kam Tanner mit dem Team de Cruz wieder in den Final, unterlag dort aber Schweden mit Skip Oskar Eriksson.
Bei der Weltmeisterschaft 2014 zog er mit de Cruz in die Play-offs ein, verlor dort gegen die Schweden mit Oskar Eriksson, konnte dann aber das Spiel um Platz 3 gegen die Kanadier mit Kevin Koe für sich entscheiden und die Bronzemedaille gewinnen.
Bei der Europameisterschaft 2015 verlor Tanner mit dem Schweizer Team im Final gegen die Schweden um Niklas Edin. 2016 und 2017 gewann er die Bronzemedaille.
Bei der Weltmeisterschaft 2017 kam er in die Play-offs. Die Schweizer besiegten dort das US-amerikanische Team um John Shuster. Im Halbfinal verloren sie gegen Schweden mit Niklas Edin, gewannen dann aber das Spiel um Platz 3 gegen John Shuster. Durch den dritten Platz erzielte er mit der Schweizer Mannschaft die notwendigen Punkte für die Olympiaqualifikation. Zusammen mit seinen Teamkollegen Peter de Cruz (Skip), Benoît Schwarz (Fourth), Claudio Pätz (Second) und Dominik Märki (Ersatz) nahm er am Turnier der Männer bei den Olympischen Winterspielen 2018 in Pyeongchang teil. Nach der Round Robin standen die Schweizer zusammen mit dem Team Grossbritannien auf dem vierten Platz. Sie gewannen den Tie-Breaker gegen das britische Team um Kyle Smith, unterlagen dann aber im Halbfinal gegen Schweden mit Skip Niklas Edin. Im Spiel um Platz drei konnten sie das kanadische Team um Kevin Koe besiegen und die Bronzemedaille gewinnen.